# Parroquia del Sagrado Corazón (Manama)
La Parroquia del Sagrado Corazón de Jesús en Manama es una parroquia católica perteneciente al Vicariato Apostólico de Arabia del Norte en Manama, capital de Baréin. Es la primera y única parroquia católica en Baréin hasta la fecha. La iglesia parroquial lleva la misma advocación. 

## Historia
La parroquia fue erigida en 1938, como la primera parroquia católica en este país. En 1939, el entonces gobernante de Bahrein, Shaikh Haman Bin Isa Al Khalifa, permitió la construcción de una iglesia parroquial. El 3 de marzo de 1940 se consagró el templo, y en 1949 se construyó el campanario. Posteriormente, se construyeron un monasterio, una escuela católica y una casa parroquial en los terrenos de la iglesia. En la iglesia parroquial se celebran misas en distintos idiomas. El párroco actual es el Xawier Marian D'Souza.